# 2024年中華民國總統副總統及立法委員選舉
2024年中華民國總統副總統及立法委員選舉，又稱2024年臺灣大選，於2024年（民國113年）1月13日舉行，選出中華民國第16任總統、副總統及第11屆立法委員。此為臺灣及中華民國史上第4次正副總統暨立法委員合併選舉，總統選舉由民主進步黨取得勝利邁向第三個連續執政任期，立法委員選舉則由中國國民黨取得多數席次但無政黨單獨過半，形成臺灣民主化以來第二次「朝小野大」的政治格局。

## 選舉工作進行程序
| 2024年中華民國總統副總統及立法委員選舉選務工作進行程序 | 2024年中華民國總統副總統及立法委員選舉選務工作進行程序                                                       |
| 日期                                                   | 選務工作項目                                                                                                 |
| ------------------------------------------------------ | --- |
| 2023年9月12日                                          | 發布總統、副總統選舉公告及發布在國外之中華民國自由地區人民申請返國行使總統、副總統選舉權登記公告             |
| 2023年9月12日至12月4日                                 | 受理申請總統、副總統選舉返國行使選舉權選舉人登記                                                             |
| 2023年9月13日至9月17日                                 | 受理申請為總統、副總統選舉被連署人                                                                           |
| 2023年9月18日                                          | 公告總統、副總統選舉被連署人                                                                                 |
| 2023年9月19日至11月2日                                 | 受理總統、副總統選舉連署書件                                                                                 |
| 2023年11月7日                                          | 發布立法委員選舉公告                                                                                         |
| 2023年11月14日前                                       | 公告總統、副總統選舉連署結果                                                                                 |
| 2023年11月16日                                         | 公告總統、副總統與立法委員選舉候選人登記日期及必備事項                                                       |
| 2023年11月20日至11月24日                               | 受理總統、副總統與立法委員選舉候選人登記之申請                                                               |
| 2023年12月5日前                                        | 審定總統、副總統選舉候選人名單，並通知抽籤                                                                   |
| 2023年12月11日                                         | 總統、副總統選舉候選人抽籤決定號次                                                                           |
| 2023年12月15日前                                       | 審定立法委員選舉候選人名單，並通知抽籤                                                                       |
| 2023年12月15日                                         | 公告總統、副總統選舉候選人名單                                                                               |
| 2023年12月20日至2024年1月12日                          | 辦理總統、副總統選舉候選人電視政見發表會                                                                     |
| 2023年12月20日                                         | 區域、原住民立法委員選舉候選人抽籤決定號次、全國不分區及僑居國外國民立法委員選舉候選人名單公告之政黨號次抽籤 |
| 2024年1月2日                                           | 公告立法委員選舉候選人名單                                                                                   |
| 2024年1月3日至1月12日                                  | 辦理立法委員選舉候選人公辦政見發表會                                                                         |
| 2024年1月13日                                          | 舉行投票，投票時間自上午8時起至下午4時止後進行開票                                                           |
| 2024年1月19日前                                        | 公告總統、副總統與立法委員選舉當選人名單                                                                     |
| 2024年1月25日前                                        | 致送總統、副總統及立法委員選舉當選證書                                                                       |

## 政黨電視競選宣傳
| 2024年1月8日（一）  | 民視 |
| 2024年1月9日（二）  | 公視 |
| 2024年1月10日（三） | 中視 |
| 2024年1月11日（四） | 華視 |
| 2024年1月12日（五） | 台視 |

播出時間：21時至22時

## 開票特別節目

### 無線電視台
- 視主頻、台視新聞台：《決戰2024 開票看台視》，16:00起直播與YouTube同步。
- 中視綜合台、中視新聞台：《2024總統爭霸 開票看中視》，07:00起直播與YouTube同步。
- 華視主頻、華視新聞資訊台：《大選看華視 開票特別報導》，15:50起直播與YouTube同步。
- 民視
  - 民視無線台
    - 16:00~20:00：大選看民視

  - 民視新聞台、台灣台
    - 17:55~19:55
    - 18:00~20:00：開票最速報，與YouTube同步。

- 公共電視文化事業基金會
  - 公視主頻：《2024台灣大選 開票特別報導》，16:00起直播與YouTube（含手語）同步。
  - 公視台語台：《2024大對決 總統立委選舉特別報導》，17:00起直播與YouTube、FB同步[3]。
  - Taiwan Plus
    - 16:00~18:00：《Taiwan Talks Election Specials》，與YouTube同步[4]。
    - 18:00~21:00：《Taiwan Votes Election Specials》

  - 客家電視台：《2024大選看客家》，17:00起直播。
- 原住民族電視台：《Tiapiapili 2024總統立委選舉特別報導》，16:00起直播。

### 有線電視台
- 壹電視新聞台：
  - 06:00：《決戰2024 台灣新頭家 投票特別報導》
  - 16:00：《決戰2024 台灣新頭家 開票特別報導》
- 年代新聞台
  - 06:00~18:00：《大選特別報導》[5]
  - 18:00~20:00：《年代晚報 雅琴看選舉》
- 東森新聞台：《2024大選看東森》
- 三立新聞台、三立iNEWS台：《決戰2024 台灣新未來》
- TVBS新聞台、TVBS精采台、Yahoo TV：《決戰2024 開票特別報導》
- TVBS：
  - 14:00~18:00：《新聞大白話特別報導 藍綠白逐鹿2024》
  - 18:00~20:30、23:00~24:00：《國民大會 藍綠白逐鹿2024》
  - 20:30~23:00：《TVBS戰情室 藍綠白逐鹿2024》
- 非凡新聞台
  - 11:00~13:00、15:00~20:30、22:30~24:00：《決戰2024 大選看非凡》
  - 21:00~22:30：《決戰2024 錢線百分百》（同步直播國際記者會和顯示總統候選人、立委得票情況）
- 東森財經新聞台：《三強對決 大選看57LIVE》，16：00~21:00直播
- 鏡電視新聞台：
  - 14:00：《鏡關鍵2024選戰特別報導》
  - 15:50~0:00：《2024新總統新國會開票特別報導》

### 衛星電視台
- 寰宇新聞台：2024總統大選特別報導，15:30起直播與寰宇新聞網同步。
- 新唐人亞太電視台：《決戰2024 總統大選開票之夜》，17:00起直播與YouTube同步。

### 廣播電台
- 中廣新聞網：《選情之夜》，17:00起直播與YouTube同步[6]。
- 中央廣播電臺： 17:00起直播與YouTube同步[7] 。
- Hit FM聯播網：《Hit FM 選戰快報》，16:00~20:00播出（每整點播出3分鐘）
- 原住民族廣播電台：《ipil！Alian聽大選 2024誰當家》，17:05~21:00播出

### 海外媒體
- TVBS-Asia與TVBS新聞台聯播。
- VOA卫视：18:00-22:00直播。
- 無綫新聞台：無綫新聞台16:00起的新聞時段顯示總統候選人得票情況。
- HOY資訊台、HOY TV：17:30起在新聞時段顯示總統候選人得票情況。
- 凤凰卫视中文台、资讯台：10:00-22:00直播，其中资讯台16:00起的新聞時段顯示總統候選人得票情況

- BBC News 中文直播與YouTube同步[8]。

## 選舉結果
總統、副總統選舉由民主進步黨候選人賴清德、蕭美琴當選，中國國民黨候選人侯友宜、趙少康及台灣民眾黨候選人柯文哲、吳欣盈落選。民主進步黨順利獲得第二次連任，突破「八年魔咒」，也就是臺灣民主化以來兩個執政任期即發生政黨輪替的現象。
立法委員選舉由中國國民黨取得52席（較上屆▲14席）、民主進步黨取得51席（▼10席）、台灣民眾黨取得8席（▲3席）、無黨籍取得2席，其中三個取得本屆立法院席次的政黨均未達到過半門檻57席。
| 2024年中華民國總統副總統及立法委員選舉政黨版圖 | 2024年中華民國總統副總統及立法委員選舉政黨版圖 |
| 第16任總統副總統選舉                           | 第11屆立法委員選舉                             |
| ---------------------------------------------- | ---------------------------------------------- |
| 各鄉鎮市區得票率地圖                           | 立法院席次分佈 各選舉區得票率地圖              |

## 外部連結
- 第16任總統副總統及第11屆立法委員選舉專區 （页面存档备份，存于） - 中央選舉委員會